# Kampaň Claudie de la Cruz v prezidentských volbách 2024
Claudia De la Cruz oznámila svou prezidentskou kampaň dne 7. září 2023. Ona a její spolukandidátka Karina Garcia kandidují za Stranu socialismu a svobody (PSL) v prezidentských volbách v USA v roce 2024.

## Program

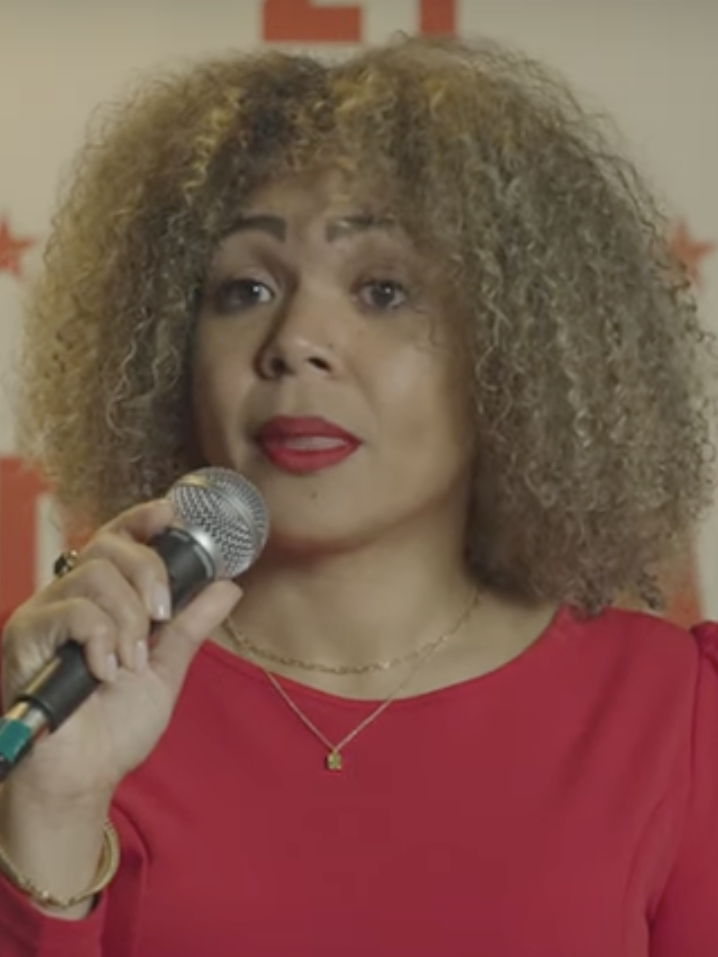
Kandidátka na prezidentku Claudia De la CruzKandidátka na viceprezidentku Karina Garcia

Přístup k volebním lístkům

Program kandidátek nabízí transformaci hlavních politických a ekonomických struktur ve Spojených státech prostřednictvím budování socialistického hnutí. Heslem jejich kampaně je „End capitalism before it ends us“ (česky Skoncujme s kapitalismem, než on skončí s námi).
Jejich platforma zahrnuje závazek podpořit reparace pro černošské Američany, zavést systém jednotné zdravotní péče, ukončit veškerou americkou pomoc Izraeli, odpustit všechny dluhy ze studentských půjček, plně uznat suverenitu původních obyvatel Ameriky a ctít práva vyplývající ze smluv, snížit vojenský rozpočet USA o 90 %, znárodnit 100 největších korporací, rozšířit veřejnou dopravu a zdanit miliardáře.

## Průběh kampaně
Dne 28. ledna 2024 uspořádaly Claudia De la Cruz a Karina Garcia první osobní akci v Newarku ve státě New Jersey. O den později se De la Cruz zúčastnila debaty prezidentských kandidátů pořádané nadací Free & Equal Elections Foundation spolu s kandidáty Strany zelených Jill Stein a Jasmine Sherman a kandidáty Libertariánské strany Chasem Oliverem a Larsem Mapsteadem.
V březnu 2024 hlasovala Dělnická strana Jižní Karolíny pro zařazení De la Cruz a Garcii na své volební lístky.
V červnu 2024 pronesla De la Cruz svůj projev na propalestinském protestu před Bílým domem. V rámci kampaně obě kandidátky jezdí po celých Spojených státech, přičemž navštěvují zejména vyloučené komunity či protistátní protesty.